# Gymnoscelis erymna
Gymnoscelis erymna är en fjärilsart som beskrevs av Edward Meyrick 1886. Gymnoscelis erymna ingår i släktet Gymnoscelis och familjen mätare. Inga underarter finns listade i Catalogue of Life.